# Fosfato de manganês(II)

Fosfato de manganês(II) é um composto inorgânico de fórmula química Mn3(PO4)2.